# El pobre Enrique

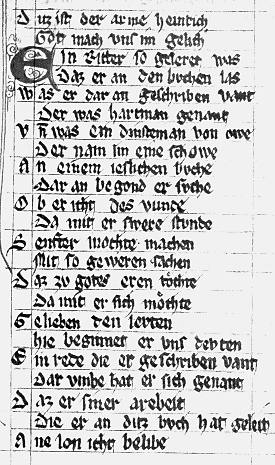
Prólogo de El pobre Enrique (Heidelberg, Biblioteca de la universidad).

El pobre Enrique, en alemán Der Arme Heinrich, es un poema narrativo en alto alemán medio escrito por Hartmann von Aue, probablemente en la década de 1190. Fue la segunda de las últimas obras épicas de Hartmann. El poema combina los esquemas de la narrativa cortés y religiosa para contarnos la historia de un noble caballero que fue probado por Dios con la lepra, y solo puede ser curado con la sangre del corazón de una virgen que se sacrifique de buen grado por su salvación.